# Andrés Cansino

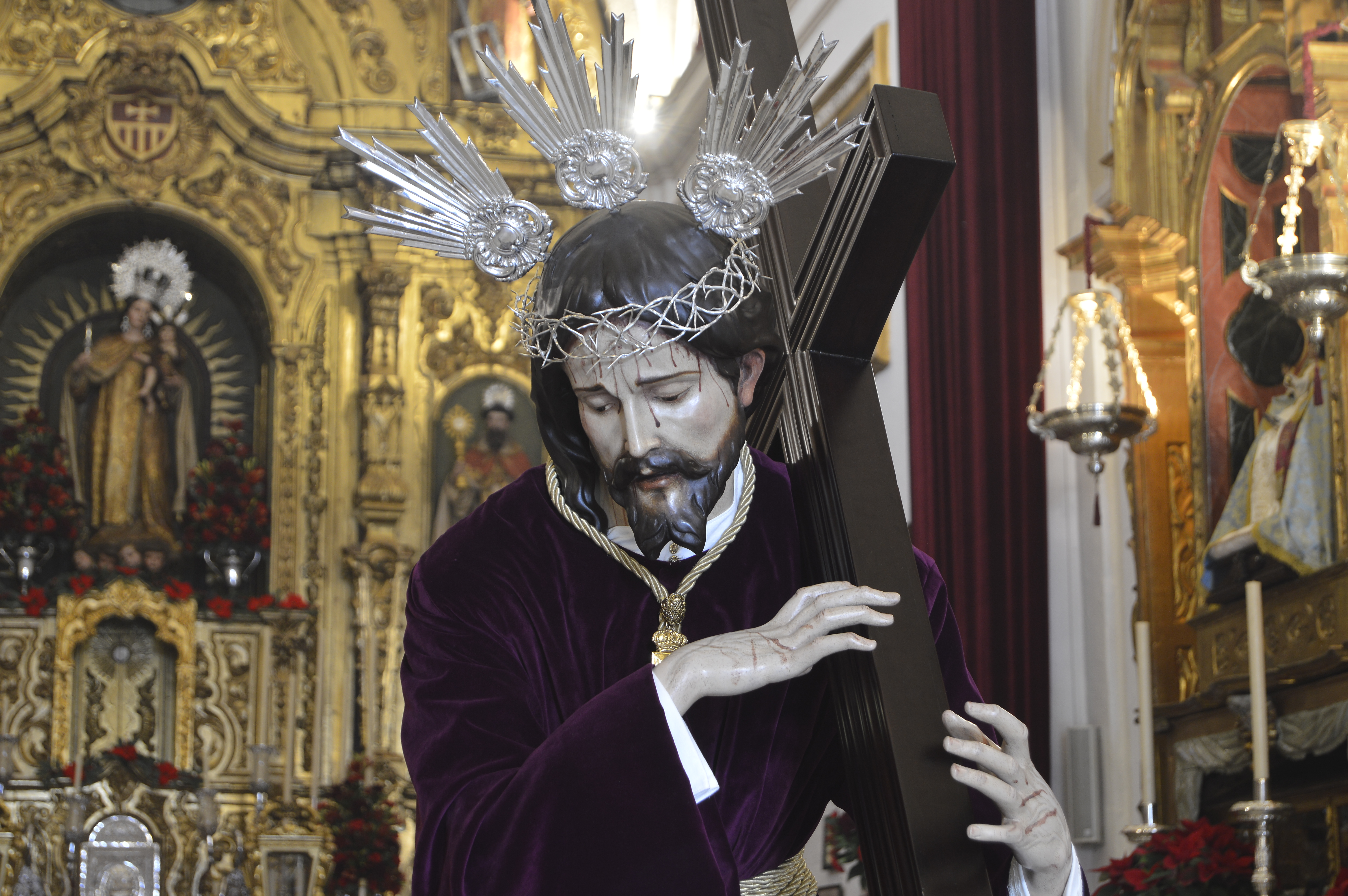
Nuestro Padre Jesús Nazareno. El Viso del Alcor

Andrés Cansino (1636-Sevilla, octubre de 1670) fue un escultor español del periodo barroco, discípulo de José de Arce. Su obra está constituida por imágenes religiosas, algunas de sus esculturas más conocidas son Jesús Nazareno, de la Hermandad de Nuestro Padre Jesús Nazareno de El Viso del Alcor (Sevilla) y en atribución el Cristo de la Salud perteneciente a la Hermandad de San Bernardo (Sevilla).Cristo Misericordia Fuente de Cantos(BADAJOZ). Uno de sus discípulos fue Francisco Antonio Gijón. Falleció muy joven, con solo 34 años, siendo enterrado por su expreso deseo en la Iglesia de Santa María Magdalena (Sevilla).